# 朗德瓦利 (內布拉斯加州)
朗德瓦利（英語：Round Valley）是位於美國內布拉斯加州卡斯特縣的非建制地區。

## 歷史
朗德瓦利的郵局於1880年設立，其後於1935年停運。

## 地理
朗德瓦利所處的海拔為高於海平面766米（即2513英呎），而該地所採用的時區為UTC-6，即北美中部时区（CST）。同時該地設有夏令時間，為UTC-6調快一小時，即UTC-5（CDT）。